# پروژه منهتن (فیلم)
پروژه منهتن (انگلیسی: The Manhattan Project) فیلمی در ژانر مهیج به کارگردانی مارشال بریکمن است که در سال ۱۹۸۶ منتشر شد. از بازیگران آن می‌توان به جان لیسگو، سینتیا نیکسون و جیل آیکن‌بری اشاره کرد.